# Ismaël Triki
Ismaël "Smahi" Triki (arab. اسماعيل سماحي تريكي; ur. 1 kwietnia 1967 w Zenacie) – marokański piłkarz grający na pozycji obrońcy.
Grał w takich klubach jak SC Bastia (1986–1993), LB Châteauroux (1993–1996), Lausanne Sports (1996–1998), FC Lorient (1998–1999) oraz An-Nassr (1999–2000).
Z reprezentacją Maroka wystąpił na Mistrzostwach Świata 1994 i Mistrzostwach Świata 1998.